# Traité de Szatmár

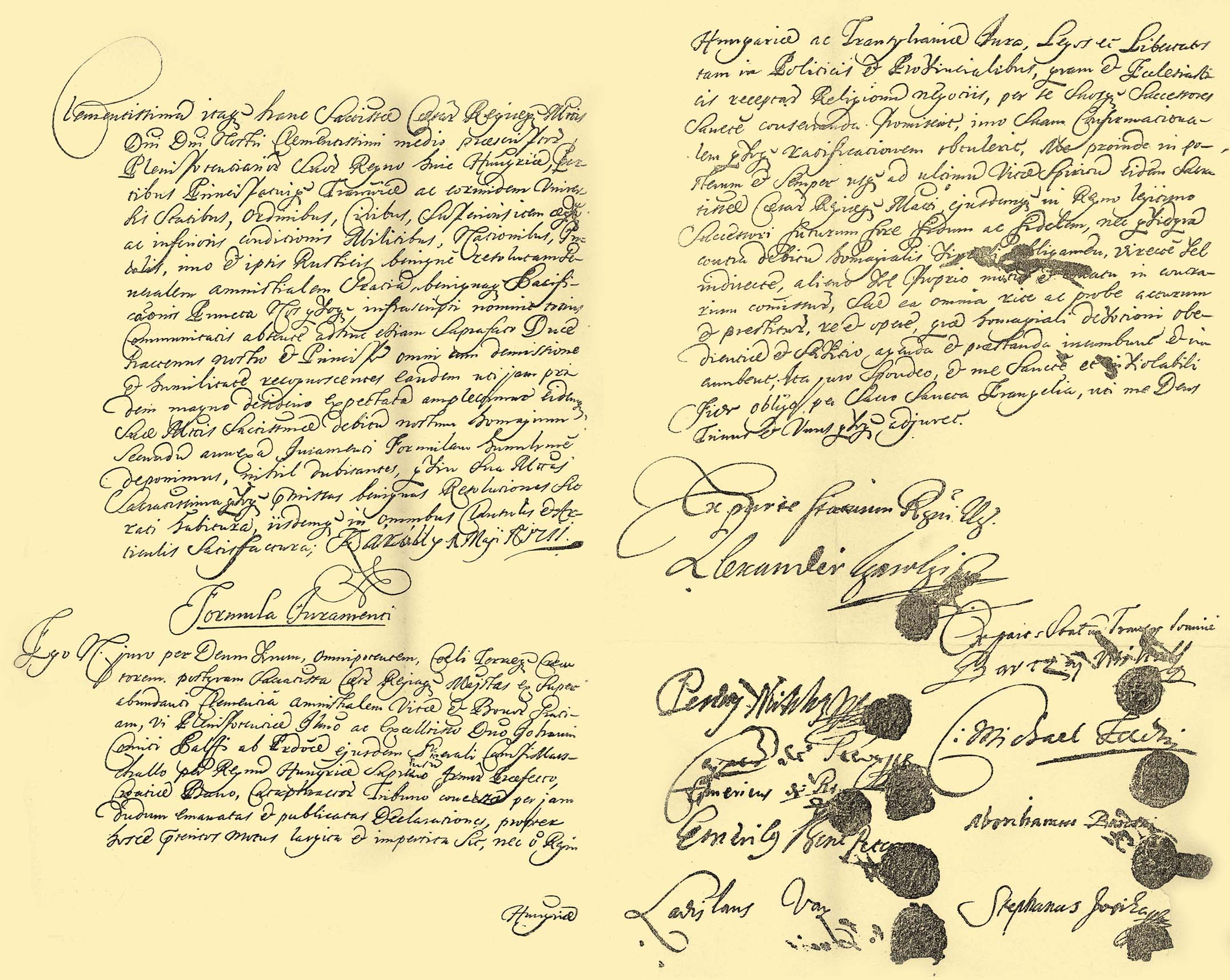
Texte du traité, conservé aux archives nationales autrichiennes.

Le traité de Szatmár — parfois appelé paix de Szatmár — est un traité de paix conclu à Szatmár en Transylvanie (aujourd’hui Satu Mare en Roumanie) le 29 avril 1711 entre Charles VI issu de la maison de Habsbourg, roi des Romains et roi de Hongrie, et les rebelles kuruc. Le traité met un terme à la guerre d'indépendance de Rákóczi qui avait éclatée en 1703.
Au cours de la guerre de la Sainte Ligue, les forces de la monarchie de Habsbourg conquièrent de larges pans de la Hongrie ottomane. Toutefois, les nouveaux maîtres du pays ne tardent pas à faire face à l’indocilité des barons hongrois qui ont mis à leur tête François II Rákóczi ; la confrontation culmine avec une rébellion armée qui éclate en 1703 et s’étend bientôt à toute la  Haute-Hongrie (pour l’essentiel, le territoire de la Slovaquie contemporaine), la Transylvanie et la Ruthénie subcarpatique. En 1708, les rebelles essuient une défaite décisive face à l’armée impériale commandée par le maréchal Sigbert Heister (en), appuyé par des renforts rasciens, à la bataille de Trencsén (en). Alors que le conflit fait rage, le prince Eugène de Savoie-Carignan, président du Hofkriegsrat impérial, nomme le loyal maréchal hongrois János Pálffy négociateur en chef. En novembre 1710, Pálffy prend langue avec le commandant kuruc Sándor Károlyi et parvient à une trêve le 13 janvier 1711.
Pálffy et Rákóczi se rencontrent à Vaja le 31 janvier ; Rákóczi toutefois repousse les conditions proposées pour conclure la paix. Le 21 février, il se rend en Pologne pour y rechercher le soutien des émissaires du tsar Pierre le Grand, qui à la même époque s’est engagé dans la grande guerre du Nord contre les Suédois. Il nomme Sándor Károlyi commandant en chef des dernières places fortes kuruc et interdit explicitement tous nouveaux pourparlers de paix. Károlyi cependant ignore ces instructions et convoque une assemblée des insurgés à Szatmár, laquelle, le 4 avril, s’accorde pour accepter les conditions préliminaires à la paix et ordonne un cessez-le-feu.
Le 17 avril, l’empereur du Saint-Empire Joseph Ier meurt et son frère lui succède, sous le nom de Charles VI. Celui-ci a un intérêt essentiel à la cessation des hostilités, préalable indispensable pour s’emparer de la couronne de Hongrie. Ses émissaires arrivent à Szatmár, où le maréchal János Pálffy et Sándor Károlyi parviennent rapidement à un accord. Rákóczi lui-même, furieux, fait irruption dans les négociations, refusant toute concession ; cependant il est trop isolé pour imposer ses vues et n’a d’autre choix que de reprendre le chemin de l’exil en Pologne.
La cérémonie de signature se tient le 1er mai 1711 en présence de Pálffy, Károlyi et d’une assistance nombreuse : émissaires impériaux, représentants hongrois, transylvains et kuruc. Aux termes du traité, l’empereur Charles promet de garantir l’intégrité de la principauté de Transylvanie et de ses domaines hongrois. En outre, l’accord accorde aux insurgés kuruc une amnistie générale. Les effets du traité se concrétisent dès le 1er mai 1711 quand 12 000 anciens soutiens de Rákóczi jurent allégeance à la maison de Habsbourg dans les champs devant Majtény à Szatmár.